# Корнилов, Юрий Георгиевич
Юрий Георгиевич Корни́лов (1907—1985) — советский учёный в области механики.

## Биография
Родился 20. 11(03. 12).1907 в с. Мирополь (ныне пгт, Житомирская область, Украина).
Окончил электромеханический факультет ЛПИ по специальности «Инженер-электрик» (1930).
В 1930—1935 годах работал там же ассистентом кафедр теоретической механики, теоретической электротехники, высшей математики и сопротивления материалов.
В 1935-1952 гг. научный сотрудник, зав. лабораторией автоматики Центрального научно-исследовательского котлотурбинного института (ЦКТИ). В 1940 г. защитил кандидатскую диссертацию.
По совместительству доцент кафедры автоматики теплосиловых установок в Ленинградському кораблестроительном институте (1946-1948), доцент кафедры автоматики теплосиловых установок Высшего военно-морского инженерного училища им. Ф.Э. Дзержинского (1948-1950).
В 1952—1958 годах зав. отделом автоматики в Институте газа (Киев).
В 1958—1963 годах на научной и педагогической работе в Киевском политехническом институте: старший преподаватель, профессор (1959) кафедры автоматизации металлургических процессов и печей, с 1960 года первый зав. кафедрой теоретических основ автоматики (химико-технологический факультет).
С 1963 по 1983 год работал в Краснодарском политехническом институте, где организовал и до 1975 года возглавлял кафедру автоматизации производственных процессов (АПП).
Умер 30.07.1985 в Киеве.
Автор (совместно с В. Д. Пивенем) изданного в 1947 году в издательстве Машгиз одного из первых учебников в области автоматизации:
- Основы теории автоматического регулирования [Текст] : В приложении к теплосиловым установкам / Ю. Г. Корнилов и В. Д. Пивень. - Москва ; Ленинград : [Ленингр. отд-ние] и 1-я тип. Машгиза, 1947 (Ленинград). - 308 с. : черт.; 23 см.

Доктор технических наук. Докторская диссертация:
- Системы автоматического регулирования котлоагрегатов : диссертация ... доктора технических наук : 05.00.00. - [Б.м.], 1953. - 460 с. : ил.

Сочинения:
- Автоматизация и телемеханизация газовых систем [Текст]. - Киев : Гостехиздат УССР, 1961. - 151 с. : ил.; 27 см.
- Теоретические основы автоматического регулирования [Текст] : [Учеб. пособие для техн. вузов]. - [Киев] : [Технiка], [1965]. - 397 с. : черт.; 22 см.

## Награды и премии
- заслуженный деятель науки и техники РСФСР (1979)
- Сталинская премия второй степени (1947) — за разработку системы автоматического регулирования паровых котлов